# 圣玛丽亚-达塞拉
圣玛丽亚-达塞拉是巴西圣保罗州的一个市镇。总面积256.481平方公里，总人口4946人，人口密度19.3人/平方公里。